# Округ Јадкин (Северна Каролина)
Јадкин (енгл. Yadkin County) је округ у америчкој савезној држави Северна Каролина.

## Демографија
По попису из 2010. године број становника је 38.406, што је 2.058 (5,7%) становника више него 2000. године.
| Група             | 2000.          | 2010.          |
| Белци             | 32.446 (89,3%) | 33.022 (86,0%) |
| Афроамериканци    | 1.246 (3,4%)   | 1.192 (3,1%)   |
| Азијати           | 62 (0,2%)      | 78 (0,2%)      |
| Хиспаноамериканци | 2.357 (6,5%)   | 3.749 (9,8%)   |
| Укупно            | 36.348         | 38.406         |